# Meine drei Söhne
Meine drei Söhne (Originaltitel: My Three Sons) ist eine US-amerikanische Familienserie, die von 1960 bis 1972 in 12 Staffeln bzw. 380 Episoden zu je 25 Minuten für den US-Fernsehsender ABC (von 1960 bis 1965) und anschließend für CBS produziert wurde.
Von 1960 bis 1965 wurde die Sitcom in Schwarz-Weiß und von 1965 bis 1972 in Farbe ausgestrahlt. Von Juli 1962 bis 1966 lief die Fernsehserie mit 65 Folgen aus der ersten Staffel in der ARD.

## Handlung
Im Mittelpunkt der Serie stehen der verwitwete Steve Douglas sowie seine drei Söhne, der achtzehnjährige Mike, der vierzehnjährige Robbie und der siebenjährige Chip. Zum Männerhaushalt gehört auch noch Steves gutmütiger Schwiegervater Michael Francis O’Casey genannt Bub, der Steve bei der Erziehung der heranwachsenden Jungen tatkräftig unterstützt.
Komplettiert wird die Familie durch den Bobtail Tramp. Neben seiner Arbeit als Flugingenieur muss Vater Steve den chaotischen Männerhaushalt mit seinen drei Söhnen managen. Streiche, Stress in der Schule und erster Liebeskummer halten ihn ordentlich auf Trab. In der verwitweten Lehrerin Barbara Harper, die eine Tochter namens Dodie hat, findet Steve später eine neue Frau.

## Besetzung
Mit der Zeit sind Veränderungen in der Besetzung erkennbar. Nach dem Auszug des ältesten Sohnes (beziehungsweise dem Ausstieg Tim Considines aus der Serie) wird der Adoptivsohn Ernest Thompson, genannt Ernie, in die Familie aufgenommen. Des Weiteren gesellt sich Onkel Charley O’Casey dazu und „ersetzt“ seinen Bruder Michael, da dessen Darsteller William Frawley 1966 starb.

## Auszeichnung
- 1962: Golden Globe Award